# ジュリアーノ・テアティーノ
ジュリアーノ・テアティーノ（イタリア語: Giuliano Teatino）は、イタリア共和国アブルッツォ州キエーティ県にある、人口約1,200人の基礎自治体（コムーネ）。

## 地理

### 位置・広がり

#### 隣接コムーネ
隣接するコムーネは以下の通り。
- アーリ
- カノーザ・サンニータ
- ミリアーニコ
- トッロ

## 行政

### 分離集落
ジュリアーノ・テアティーノには、以下の分離集落（フラツィオーネ）がある。
- Madonna della Neve, San Cataldo, San Rocco, Piane, San Marco

## 文化・観光
「スローシティ」加盟都市である。